# 阿爾瓦雷茨冰川
70°53′S 162°20′E / 70.883°S 162.333°E
阿爾瓦雷茨冰川（英語：Alvarez Glacier）是南極洲的冰川，位於維多利亞地的彭內爾海岸，處於鮑爾斯山脈的探險者山脈，流經斯塔尼克斯峰西南面，最終注入雷尼克冰川。